# Ctenopelma nigripenne
Ctenopelma nigripenne là một loài tò vò trong họ Ichneumonidae.